# Ludwig Max Roth
Ludwig Max Roth (* 15. September 1858 in Hamburg; † 27. Januar 1952 in Uetersen) war ein deutscher Maler.

## Leben

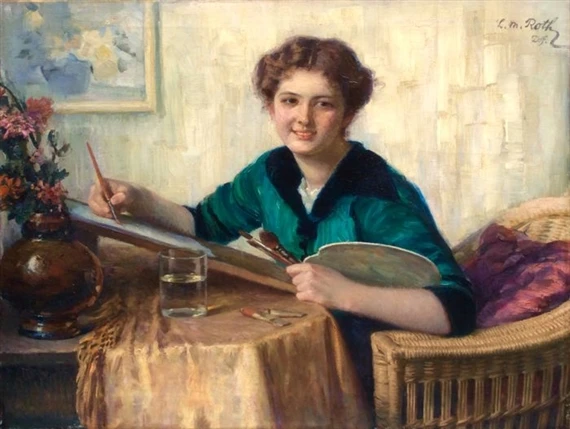
Malerin (1920)

Ludwig Max Roth besuchte die Hamburger Kunstakademie und hatte später eine Professur an der Kunstakademie Düsseldorf. Zu dieser Zeit in Düsseldorf, um 1910, befand sich sein Atelier im so genannten „Wunderbau“ in der Pempelforter Straße.
Er war Kunstmaler, dessen großflächigen Ölgemälde oft die Kirchengeschichte zum Thema hatten. Seine Bilder sind in verschiedenen Museen und Kirchen zu sehen. Er lebte zuletzt zusammen mit seinem Sohn, dem Maler Kurt Roth, in sehr bescheidenen Verhältnissen im Kloster Uetersen. 
Ludwig Max Roth starb 1952 mit 94 Jahren an Altersschwäche.